# ウツボ
ウツボ（鱓（「魚偏」に「單」、本来はタウナギを意味する漢字））は、ウナギ目ウツボ科 (Muraenidae) に分類される魚類の総称。日本ではその中の一種 Gymnothorax kidako  (Temminck et Schlegel, 1846) の標準和名としても使われる。

## 概要
温暖な地域の浅海に生息する海水魚で、鋭い歯と大きな口を持つ大型肉食魚でもある。
日本では南西諸島及び、ここを通り流れる黒潮が通る海域に多くの種類が分布する。
和名「ウツボ」は、長い体が矢を入れる容器「靫」（うつぼ）に似ているからという説、あるいは岩穴に潜む習性から空洞を意味する古語「うつほら」が転用され「うつほ」を経て「うつぼ」となったという説もある。英語では "Moray" または "Moray eel" と呼ばれる。

## 形態
大きさは全長20センチから4メートルまで幅広いが、全長1メートル前後の種類が多い。他のウナギ目魚類同様に体は前後に細長い円筒形で、腹鰭が退化し、背鰭・尾鰭・臀鰭が一繋がりになっている。ただしウツボ類の体はいくらか上下に平たいものが多く、腹鰭のみならず胸鰭も退化している。体色は種によって様々で、多くは生息環境に応じた保護色として地味な色をしているが、トラウツボのように単体で見ると派手な紋様をもつものもある。中にはハナヒゲウツボのように鮮やかな体色のものもいる。
口は大きく目の後方まで達し、鋭い歯が発達する。種類によっては鼻先が湾曲し、口を完全に閉じることができないものもいる。なおウツボ類は獲物を捕えるための口顎の奥に、食べたものを食道に進めるための「咽頭顎」を持っている。また魚の鼻孔は左右に2対あるが、ウツボ類は2対の鼻孔が鼻先と目の近くに離れてついている。鼻孔が管状に伸びた種類が多く、ハナヒゲウツボでは花びら状にもなる。鰓孔は小さく目立たない。皮膚は厚く、体のみならず鰭までも覆う。鱗は微小で皮下に埋もれる。

ウツボ類の咽頭顎（英語版）。口を開けると咽頭顎が前に出る
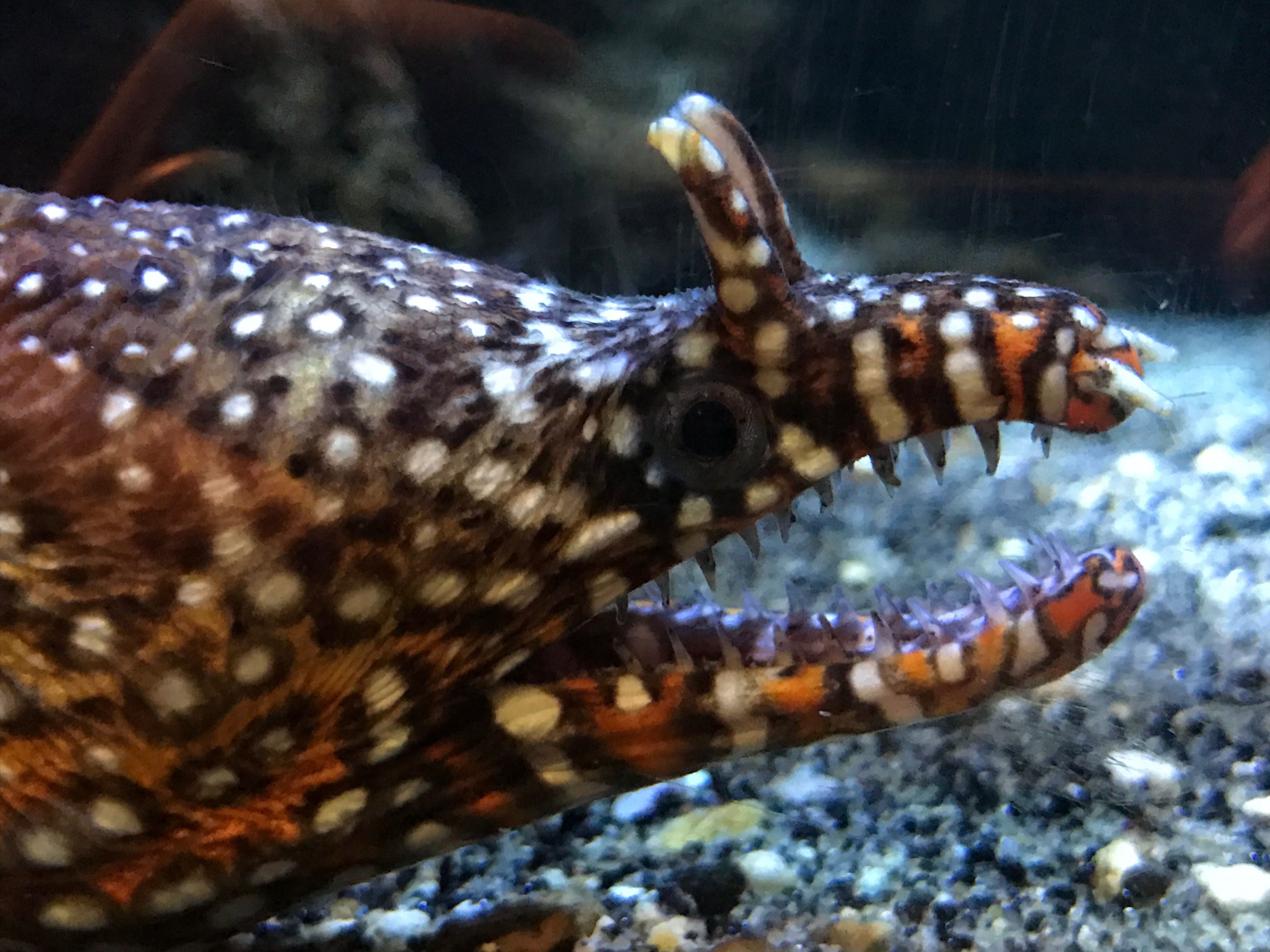
トラウツボの頭。鼻の先の前鼻孔、目の間に後鼻孔の筒を持つ特徴を持つ。
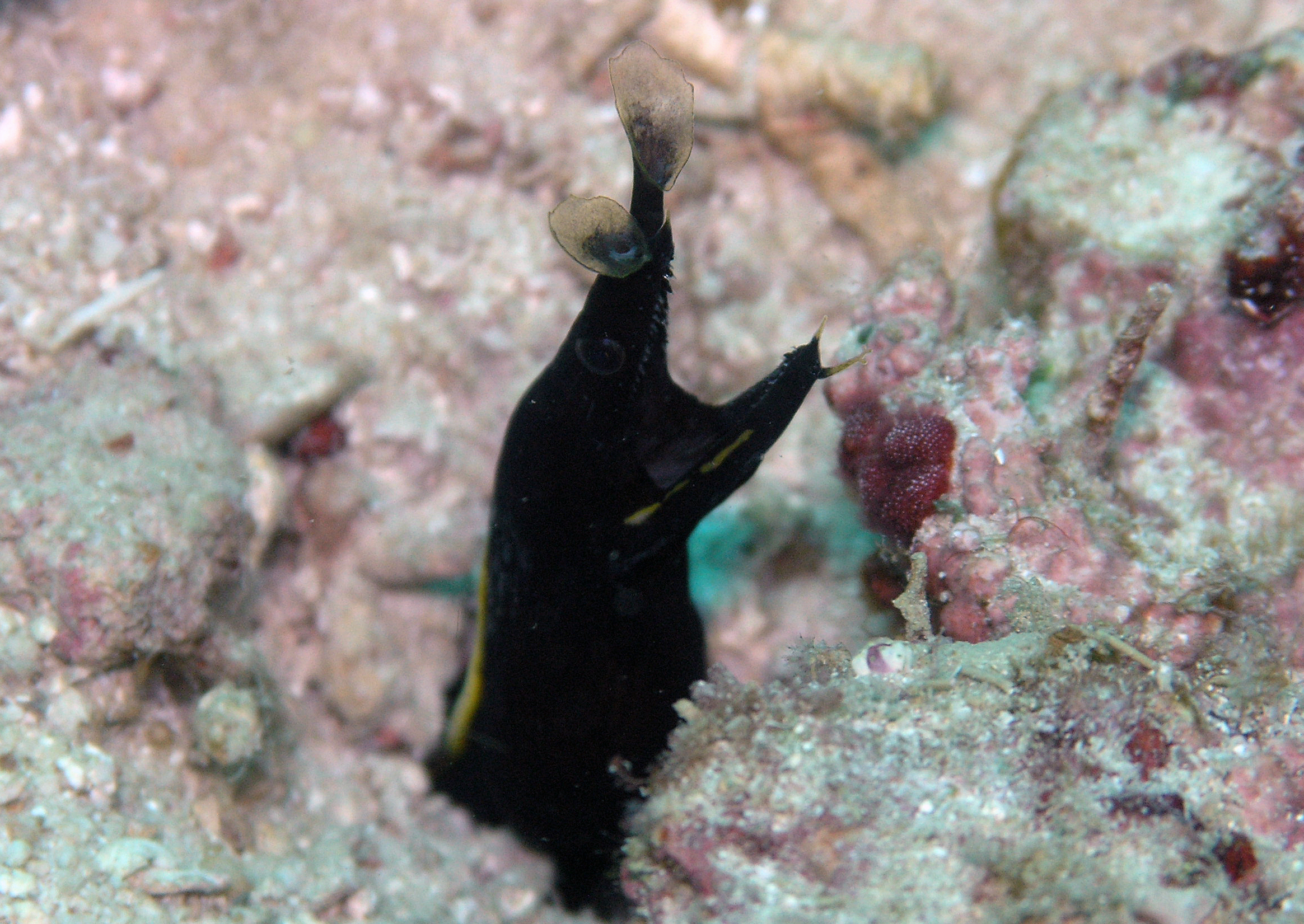
幼体のハナヒゲウツボは黒色で、成体となると青と黄色の体色を持つ。
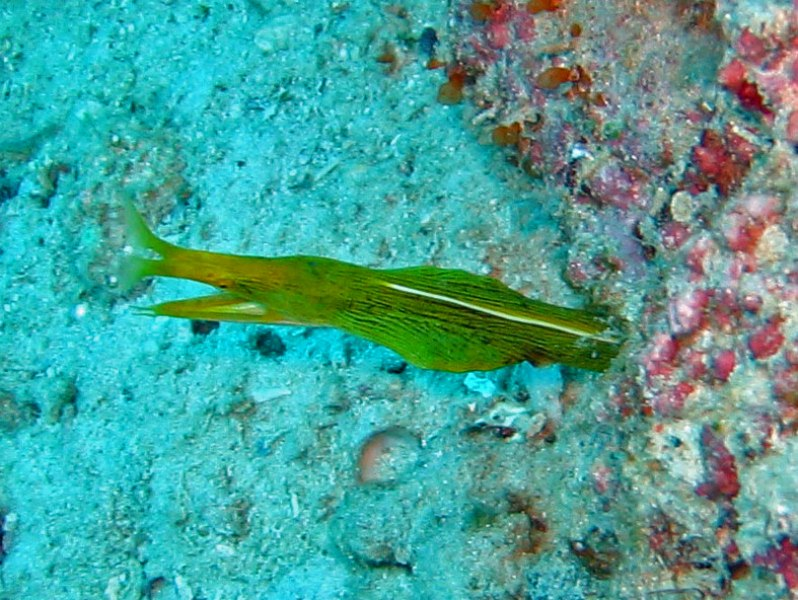
成体の雌ハナヒゲウツボ。
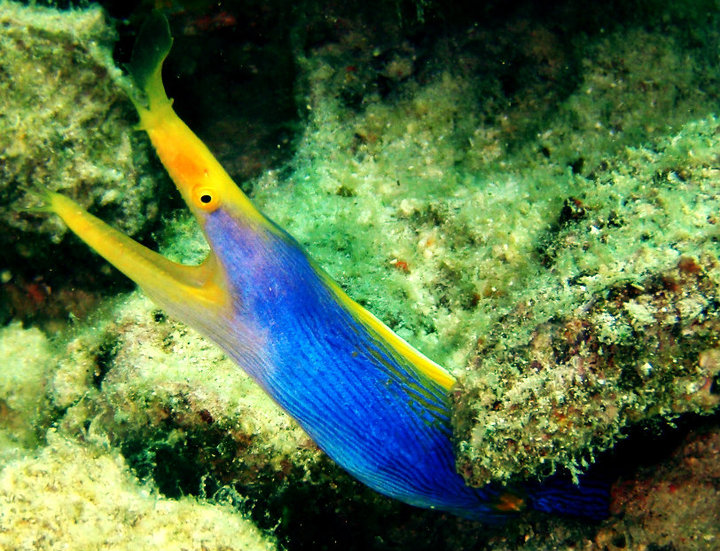
成体の雄ハナヒゲウツボ。
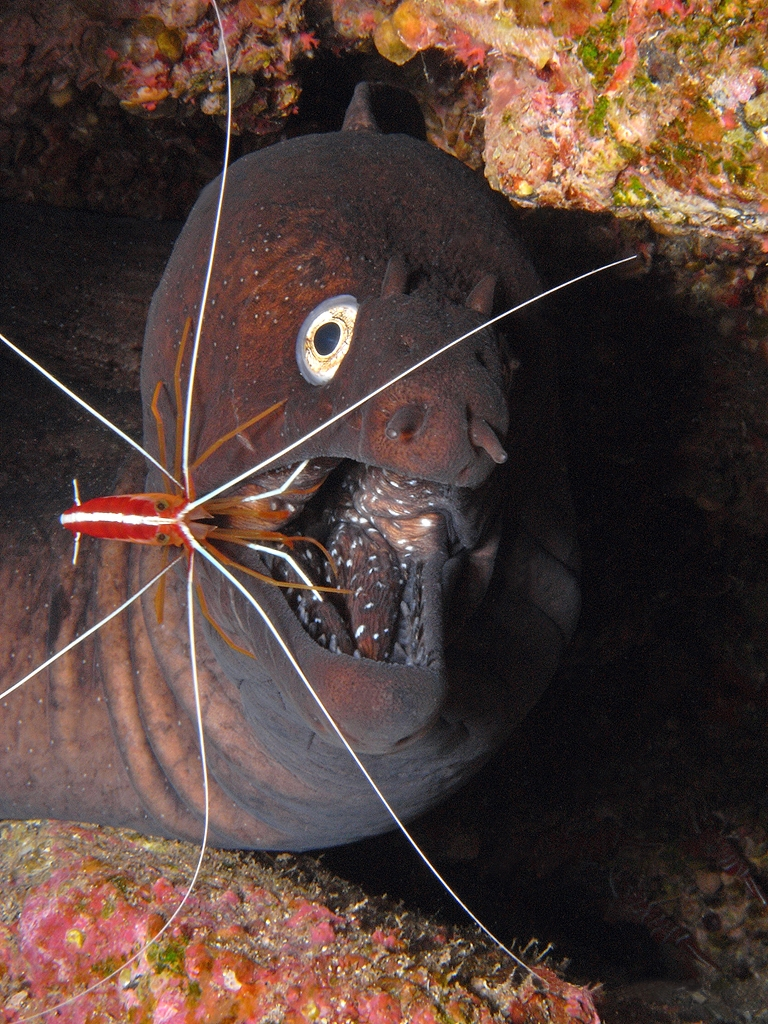
クリーナーシュリンプ（英語版）から掃除を受けるMuraena augusti
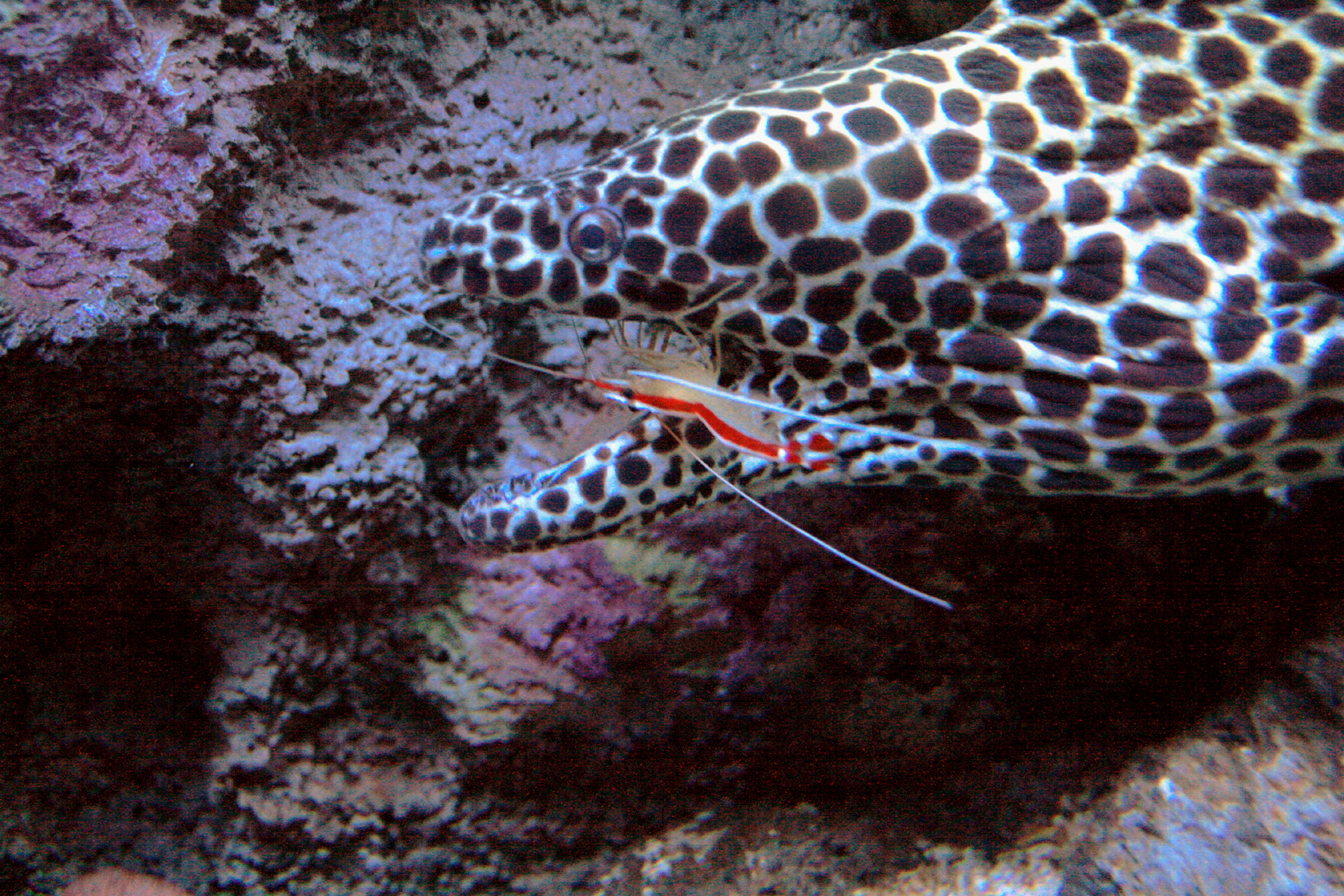
クリーナーシュリンプとLaced moray

## 生態

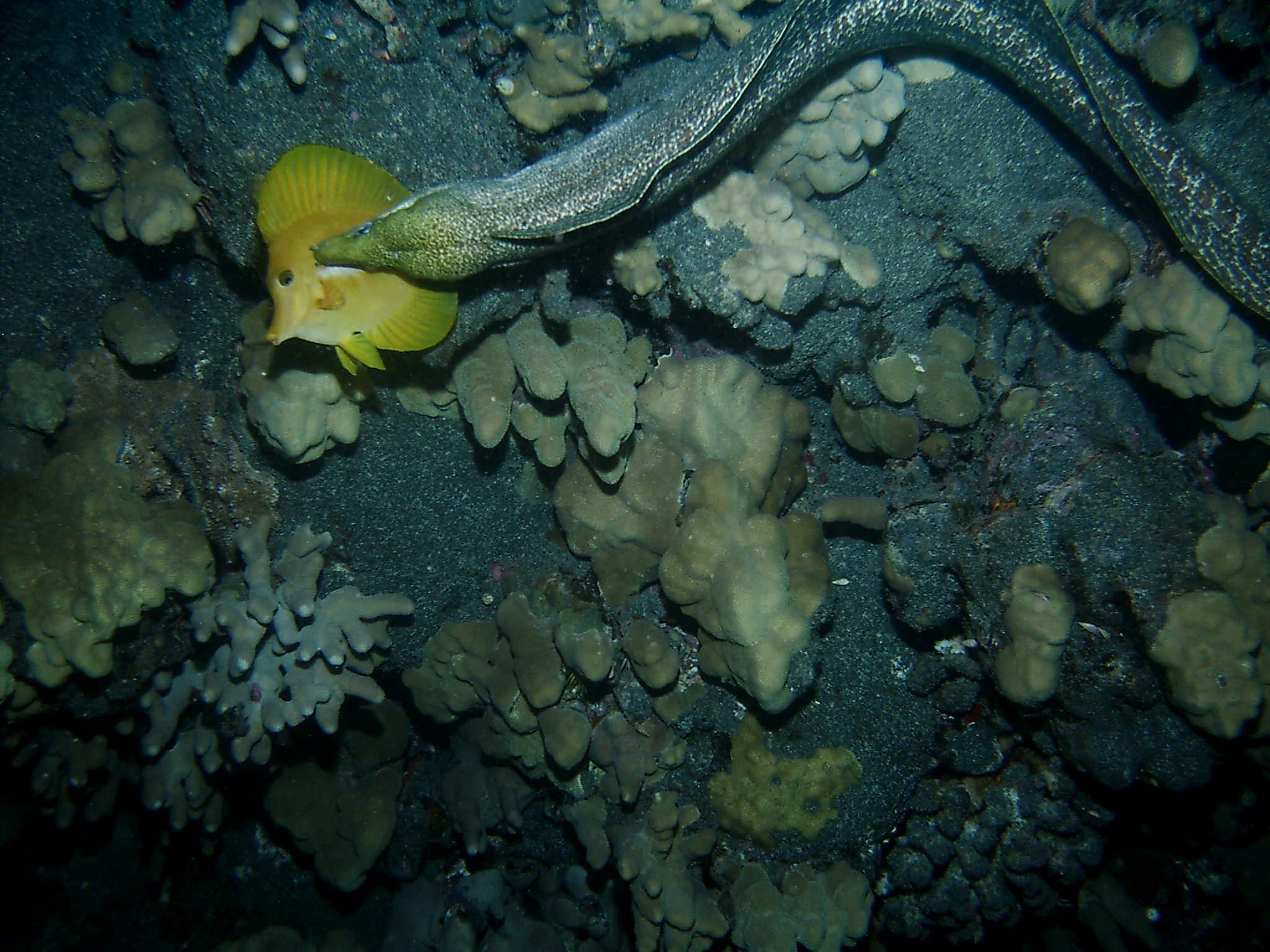
キイロハギに食いついたウツボの一種（Gymnothorax undulatus）
夜間、マウイ島沿岸の海中にて撮影

全てが温暖な地域の浅海に生息し、特にサンゴ礁や岩礁に生息する種類が多い。一部の種類はマングローブを含む汽水域や淡水域にも侵入する。表皮が湿っていれば粘膜を介した皮膚呼吸によって30分ほどは水中でなくても活動が可能なので（日本に居る種でも）、強力な嗅覚で、潮溜まりに這い上がって小魚を狩ったり、岩場で魚をさばいている釣り人のところへ上がってきたりすることがあり、注意を要する。
基本的には巣穴からあまり動かず、岩陰や洞窟に潜んで獲物を待ち伏せるが、夜になると海底近くを泳ぎ回ることもある。食性は肉食性で、魚類・甲殻類・頭足類などの小動物を大きな口で捕食する。特にタコ類にとっては有力な天敵の一つとなっている。またテトラポッドや岩礁の食物ピラミッドの頂点である。
自分より大きな敵が近づいた時は大きな口を開けて威嚇し、それでも敵が去らない場合は咬みつく。毒はないが歯は鋭く顎の力も強いので、人間が咬みつかれると深手を負うことになる。ウツボ類の分布域では、潜水や釣りなどの際に十分な注意が必要である。ただし見た目のイメージと違い臆病な所もあり、人間の側から無用な攻撃や接近をしない限りは積極的に噛み付いてくることは少ない。潜水中にウツボと遭遇した際にはゆっくりと離れれば攻撃を受けることは少ない。またダイバーが魚の切身や魚肉ソーセージ等の餌を見せると、巣穴から出てきてそれに喰らいつくことがある。ダイバーに慣れたウツボの中には巣穴から出てきて餌をねだったりする行動も見られる。
他の動物にとっては危険な肉食魚ではあるが、ウツボ類の周囲にはオトヒメエビ、アカシマシラヒゲエビ、ゴンズイの若魚、ホンソメワケベラなどの小動物が見られる。これらはウツボ類の皮膚表面や口の中の寄生虫を掃除することでウツボ類と相利共生しており、ウツボ類もこれらの小動物を捕食することはまずない。
また、イセエビ類とも相利共生の関係にあり、この場合は、イセエビは天敵であるタコから守ってもらえ、ウツボの方は大好物のタコがイセエビに吊られて自分から寄ってきてくれるというものとなっている。
サンゴ礁付近ではハタ類と協力して狩りを行うことも報告されている。またウツボ類の食事のおこぼれにあずかろうと多くの小魚がウツボの採餌についていくといった行動も観察されている。

### フグ等への捕食
ウツボは上記のようにさまざまな海洋生物を捕食するが、2020年には産卵で海岸に押し寄せたクサフグを襲う姿が頻繁に確認された。そこで、クサフグを丸呑みにした個体を広島大学が解析したところ、その消化が進む胃の内壁からフグ毒が検出されたため、ウツボはフグ毒への耐性を持ち、フグを餌としている可能性が高いという。2017年には、エジプト沖の紅海のウツボがフグを食べている様子が確認されている。
その後の研究で、テトロドトキシンを無毒化しているわけではなく、体重に対して400µg/kg程度までなら生き残ることが確認されている。産卵期のクサフグは、テトロドトキシンの含有量が低下しており、産卵期のクサフグ1匹程度なら致死量を超えないことが確認された。
無毒のハリセンボンなどの大型の魚も食べるが、丸のみしようとして窒息することもある。

## 分類
背鰭と尻鰭が体の大半に及ぶウツボ亜科と、鰭が尾端部だけにあるキカイウツボ亜科に分けられる。
- ウツボ亜科 Muraeninae
  - Cirrimaxilla 属
  - アラシウツボ属 Echidna - アラシウツボ、ナミダカワウツボなど
  - コケウツボ属 Enchelycore - コケウツボ、ヤシャウツボ、ヒダウツボなど
  - オニウツボ属 Enchelynassa  - オニウツボ（1種のみ）[12]
  - ゼブラウツボ属 Gymnomuraena - ゼブラウツボ（1種のみ）
  - ウツボ属 Gymnothorax - ウツボ、ワカウツボ、ニセゴイシウツボ、アミウツボ、ドクウツボ、ヒメウツボ、ハナビラウツボ、ユリウツボ、アセウツボ、マメウツボなど多数
  - Monopenchelys 属
  - トラウツボ属Muraena - トラウツボなど
  - モヨウタケウツボ属 Pseudechidna - モヨウタケウツボ（1種のみ）
  - ハナヒゲウツボ属 Rhinomuraena - ハナヒゲウツボ（1種のみ）
  - タケウツボ属 Strophidon - オナガウツボ、タケウツボ、ゴボウウツボなど
- キカイウツボ亜科 Uropterygiinae
  - タカマユウツボ属 Anarchias
  - Channomuraena 属
  - モヨウキカイウツボ属 Scuticaria
  - キカイウツボ属 Uropterygius - キカイウツボなど

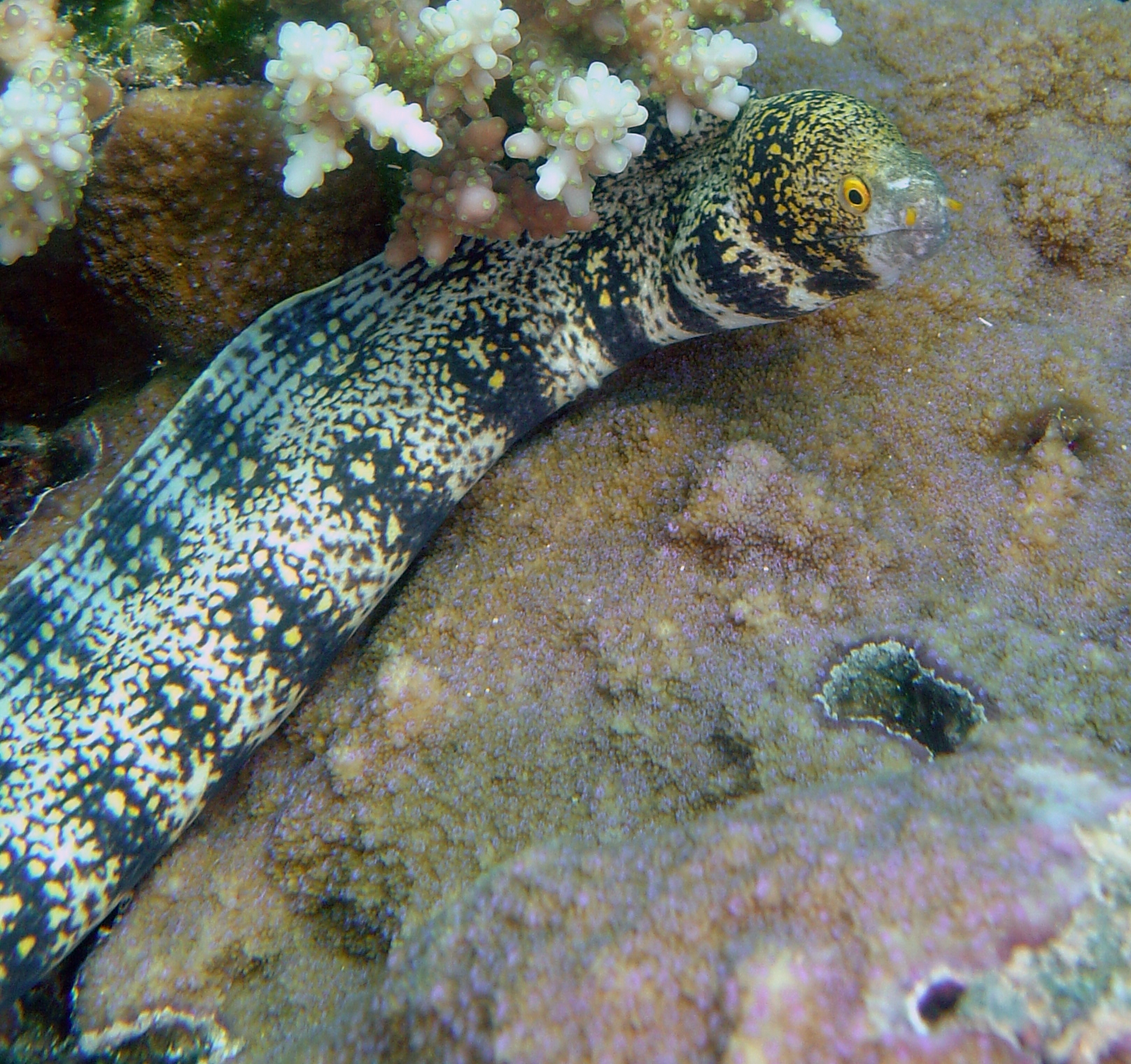
クモウツボ Echidna nebulosa （アラシウツボ属）
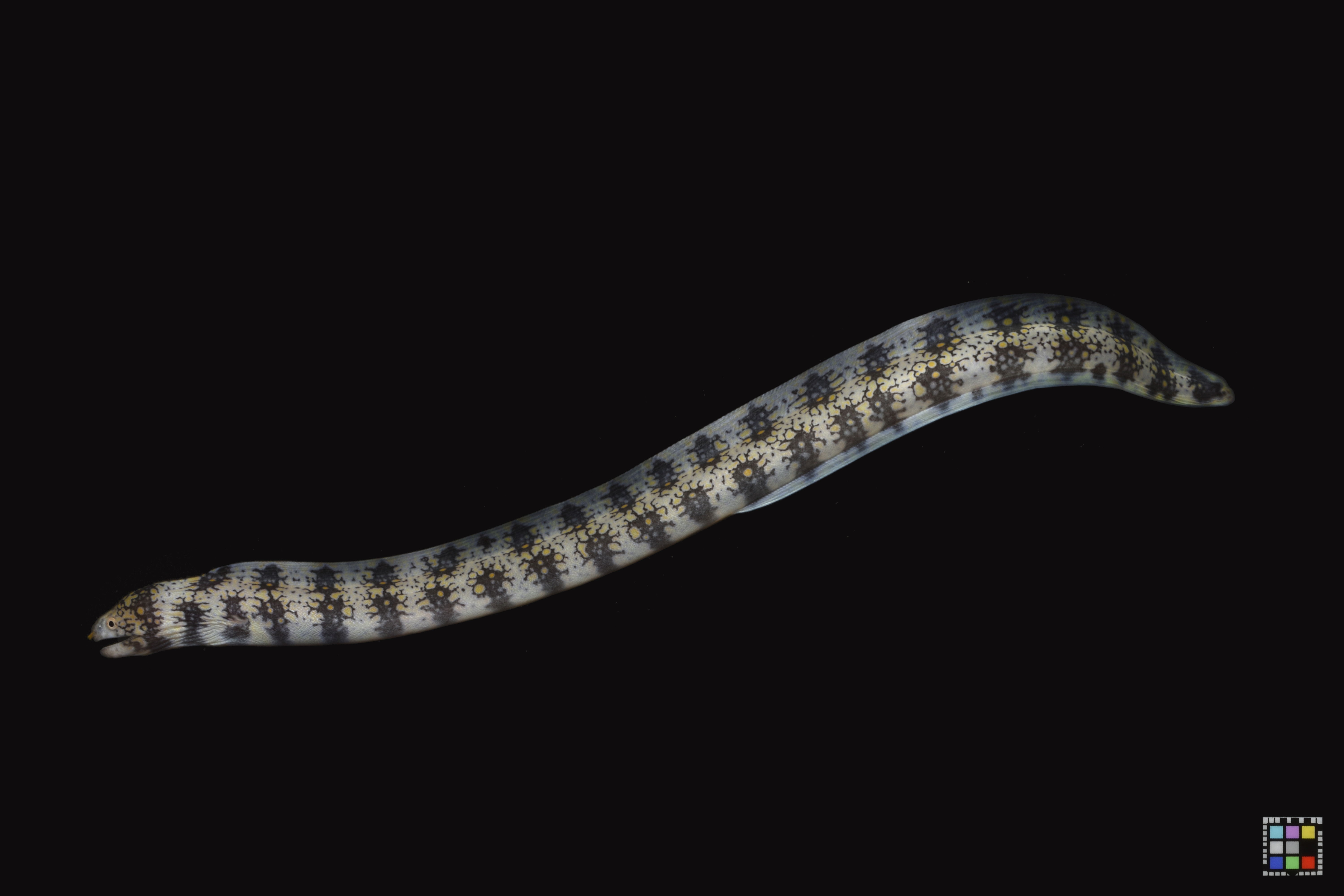
クモウツボの若魚（徳之島）。
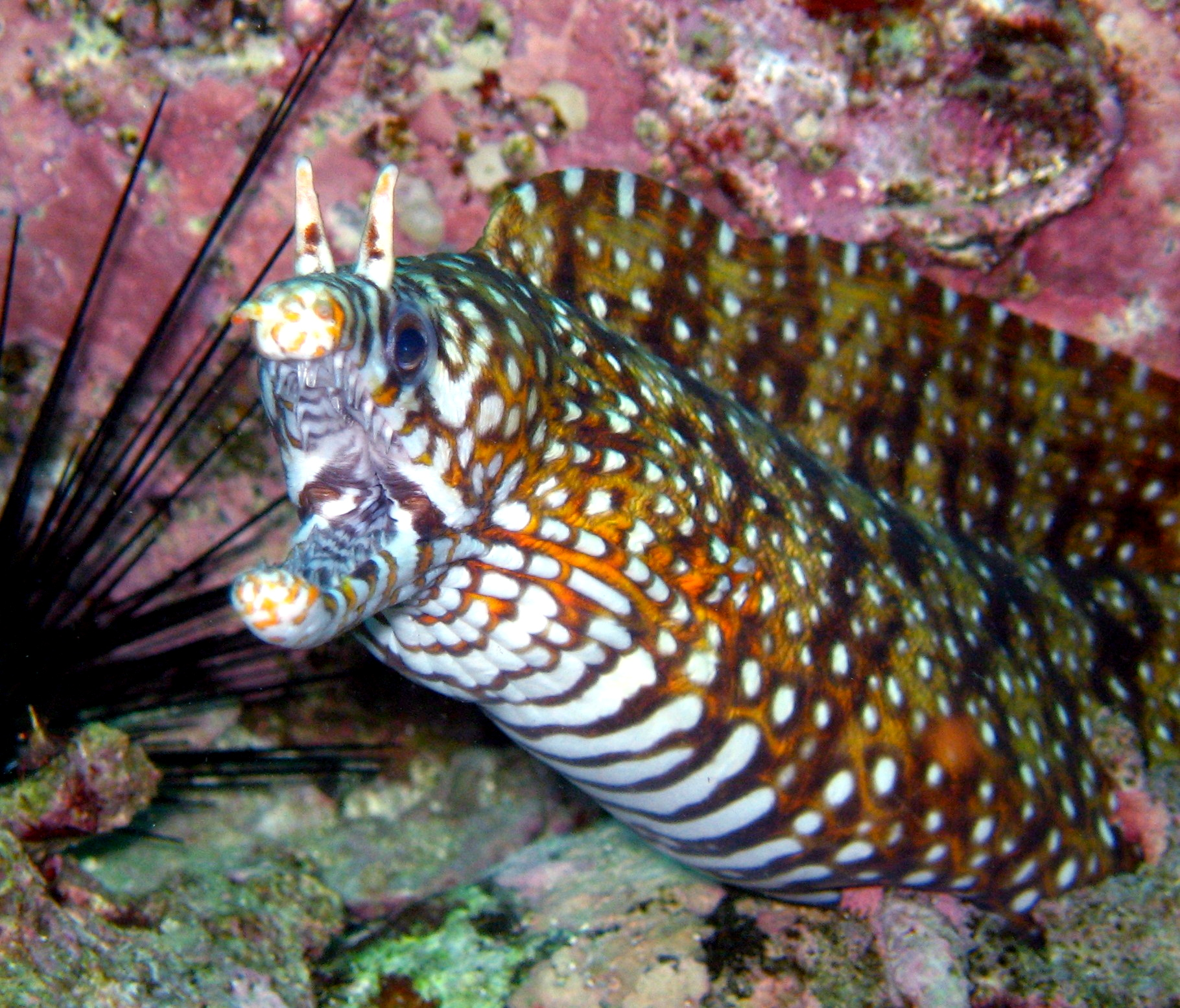
トラウツボ
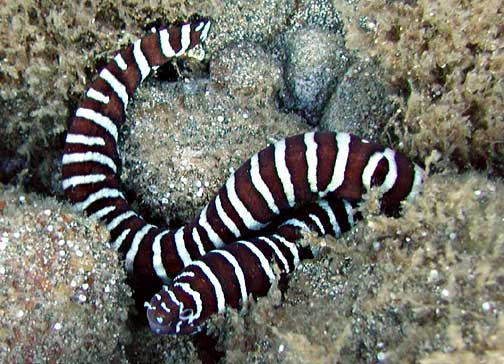
ゼブラウツボ
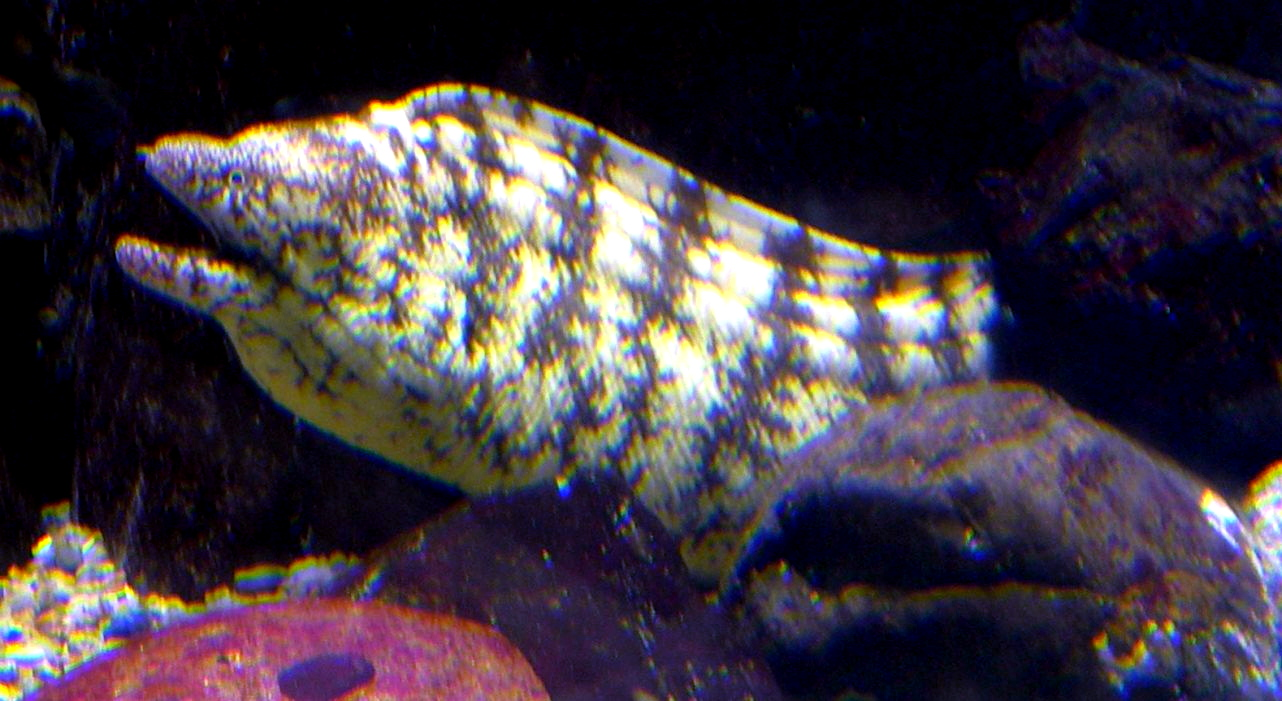
ウツボ
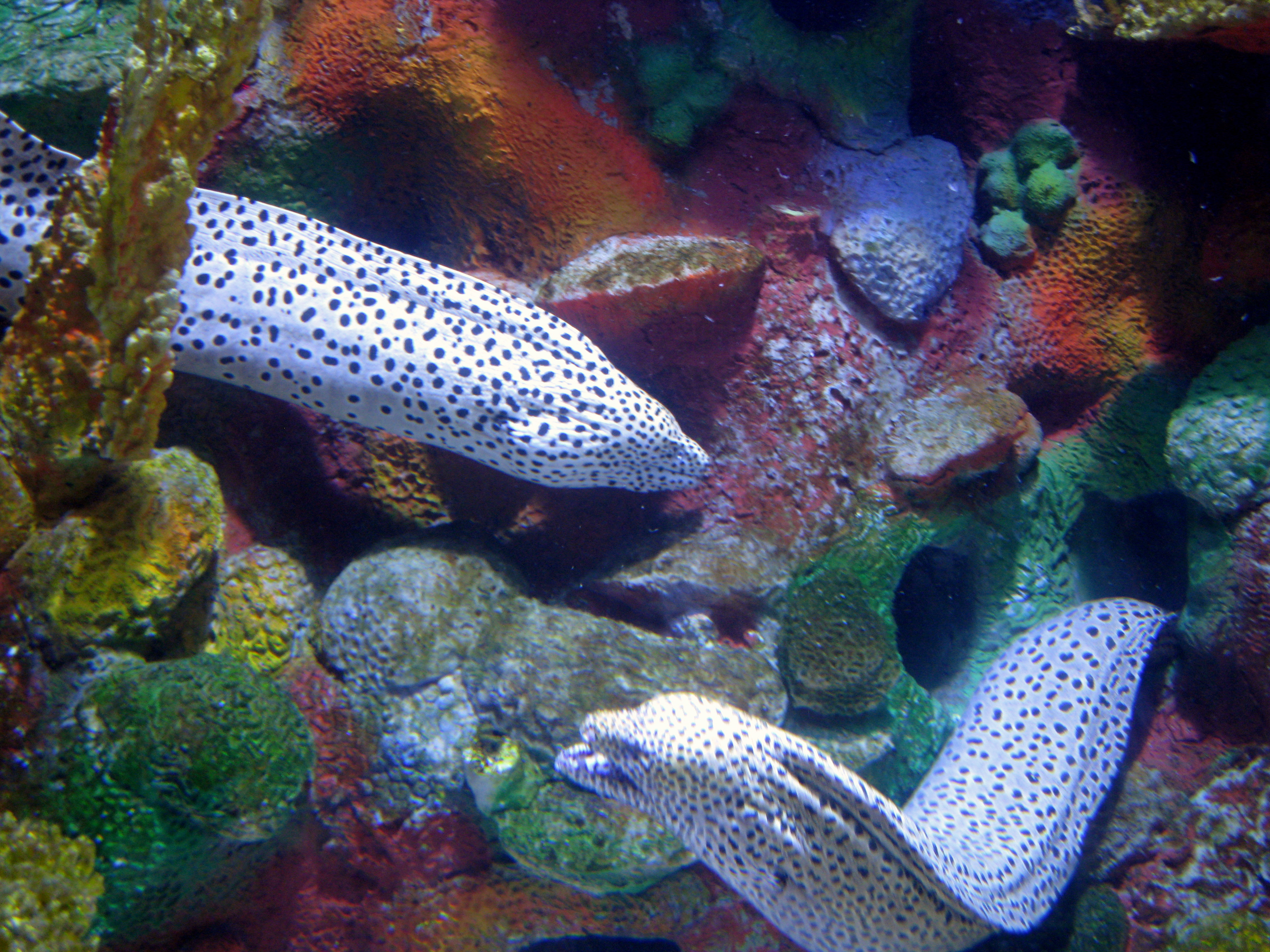
ニセゴイシウツボ
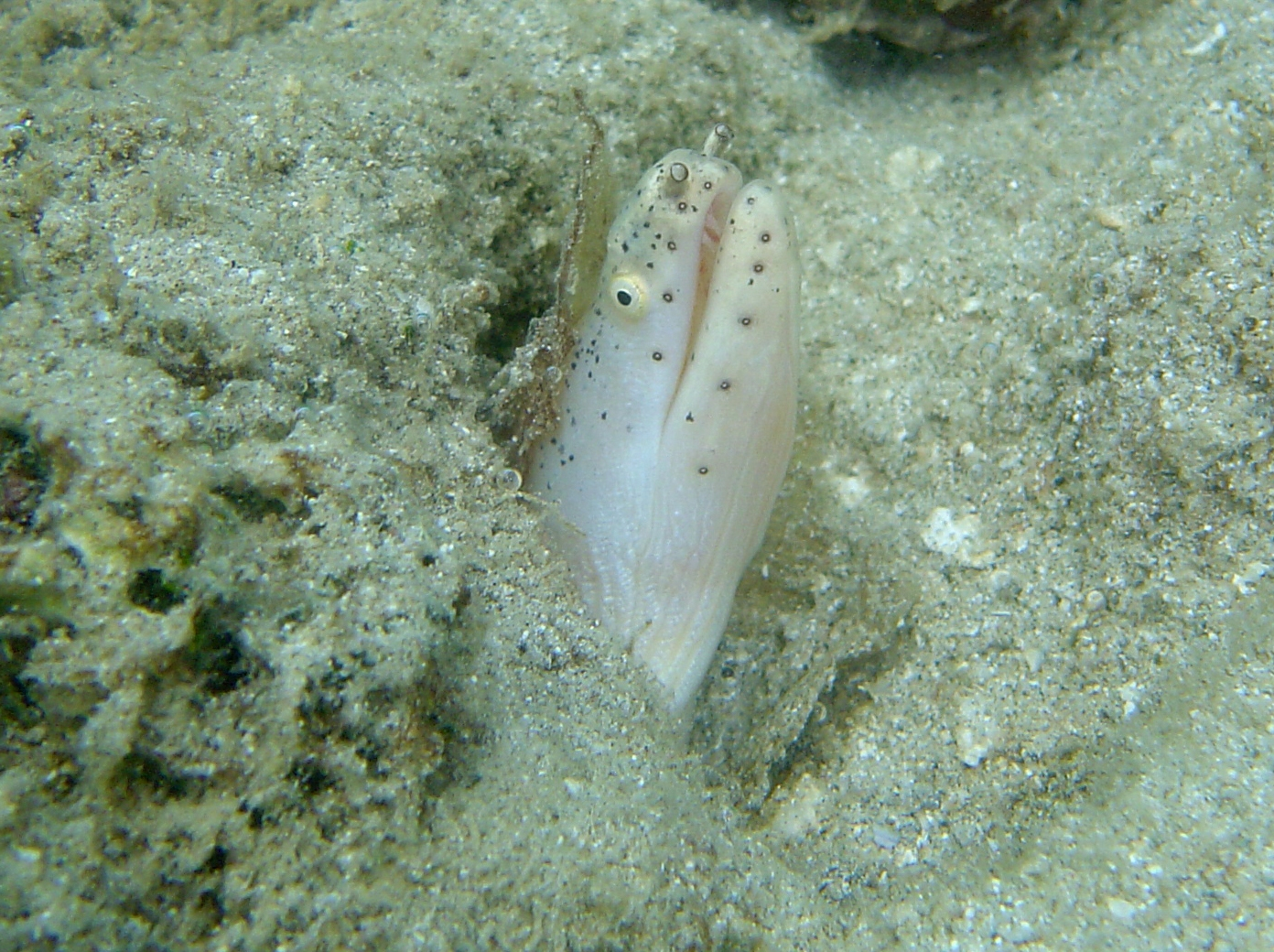
巣から顔を出すアセウツボ
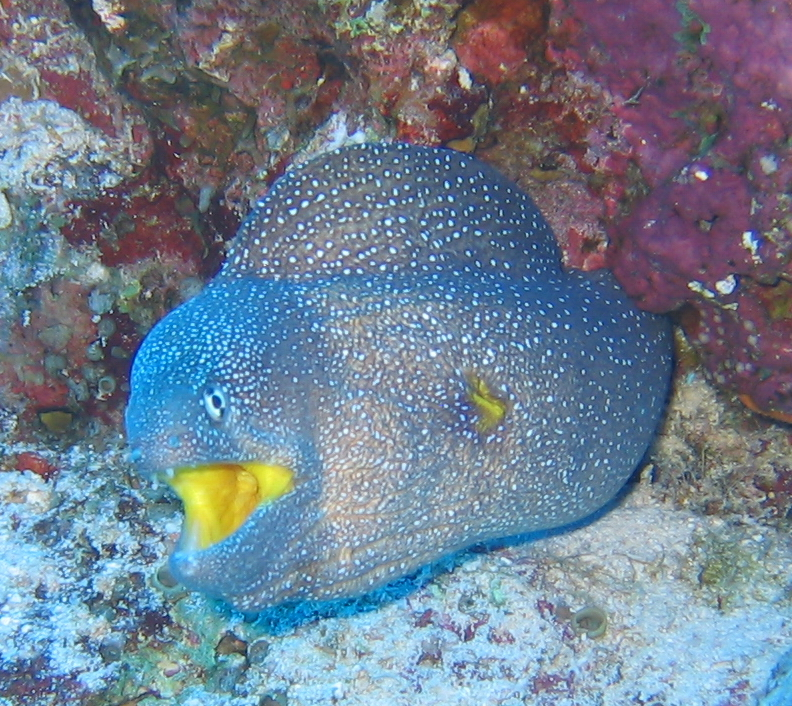
鮮やかな黄色の口腔内を持つアデウツボ Gymnothorax nudivomer
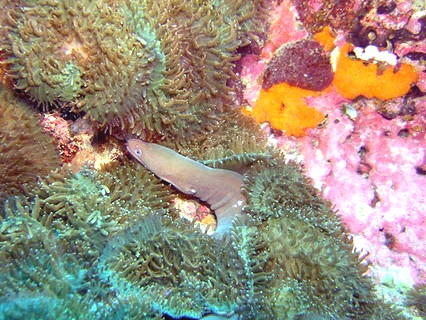
モヨウタケウツボ
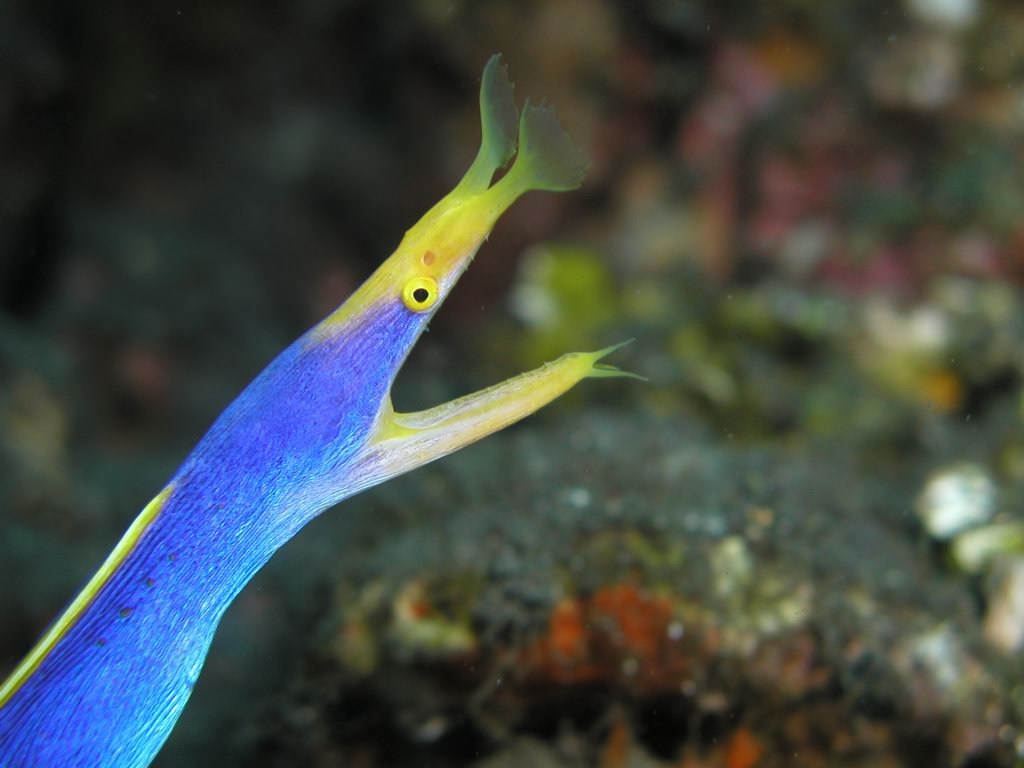
ハナヒゲウツボ（雄）

### 主な種

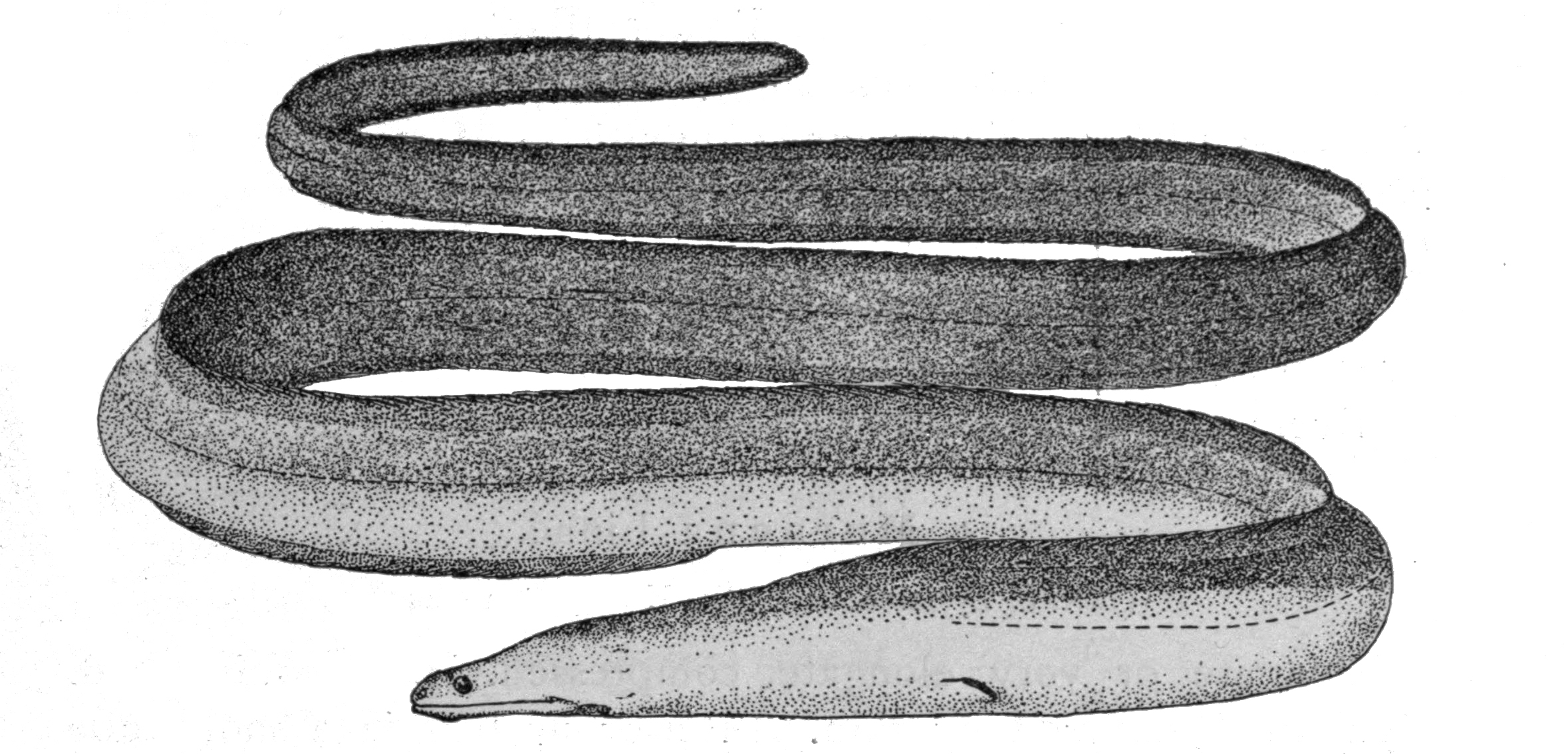
オナガウツボ

ナミダカワウツボ Echidna rhodochilus Bleeker, 1863
全長30センチほどの小型種。インド太平洋熱帯域に分布するが、日本では琉球列島に分布する。成魚は全身が紫褐色だが、生きているときは体表が淡緑色の粘液で覆われる。和名は目の下に白い斑点があって涙を流しているように見えることと、汽水域に生息することに由来する。日本では比較的少ないが、インドネシアなど東南アジアのものが観賞魚店で販売される。

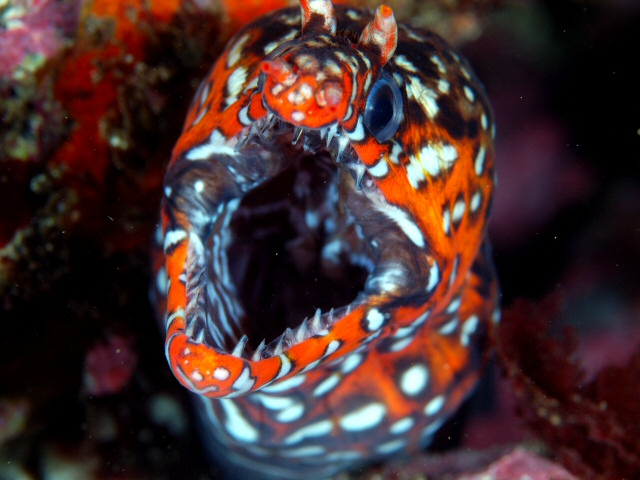
大きく口を開けたトラウツボ

トラウツボ Enchelycore pardalis (Temminck et Schlegel, 1846)
全長90cmほど。鼻孔が管状に伸びて鼻先と目の上に角のように突き出る。顎が上下とも湾曲していて口を完全に閉じられず、鋭い歯を剥き出しにする。また、全身に黒褐色で縁取られた白い斑点があるのも特徴で、ウツボよりも鮮やかな体色をしている。
インド太平洋の熱帯・温帯域に分布し、日本では本州中部以南、奄美大島、伊江島（稀に）に分布するが、沖縄本島以南の琉球列島には分布しない。
地方によっては食用にする。標準和名は高知県での呼び名に由来し、他の地方名としてジャウツボ（高知・和歌山県）、コメウツボ（和歌山県）などがある。

ウツボ Gymnothorax kidako (Temminck et Schlegel, 1846)
全長80センチほど。全身は黒褐色と黄色のまだら模様だが、全体的に見ると幅の狭い横しま模様となり、日本産ウツボ類の中では最も横しま模様が多い。また、尻鰭の縁が白いことでよく似たミナミウツボ G. chilospilus Bleeker, 1865と区別できる。
本州中部以南から台湾、南シナ海まで北西太平洋に広く分布するが、奄美大島以南の琉球列島には分布しないとされたが、慶良間諸島にはごく稀だが分布している。
日本で単に“ウツボ”と呼ぶ場合この種を指すことが一般的で、他の種のウツボが混在して生息・水揚げされる地域では「マウツボ（真鱓）」「ホンウツボ（本鱓）」と呼ばれることもある。
地方によっては食用にする。ナマダ（東京）、ジャウナギ（伊豆半島）、ヘンビ（和歌山県）、ヒダコ（愛媛県）、キダカ（鹿児島県）など多くの方言呼称がある。種小名"kidako"は神奈川県三崎地区や長崎県での呼称「キダコ」に由来する。キダカやキダコといった地方名は、気が荒いことを表す「気猛」に由来するとされる。
ドクウツボ Gymnothorax javanicus (Bleeker, 1859)
体長3メートルの記録がある大型種で、鰓孔が黒いことで近縁種と区別できる。インド洋と太平洋の熱帯域に広く分布し、日本では琉球列島で見られる。
食用にもされるが名の通り大型個体はシガテラ毒を持つことがある。
モヨウタケウツボ Pseudechidna brummeri (Bleeker, 1858–59)
全長80cmほどで、他のウツボ類よりも体が非常に細長い。頭部に小さな黒点が散らばり、体の割に背鰭が高い。
西太平洋からインド洋の熱帯域に分布し、日本では琉球列島に分布するが、捕獲例は少ない。
ハナヒゲウツボ Rhinomuraena quaesita Garman, 1888
全長1.2メートルほどで、他のウツボ類より体が比較的細長い。鼻先の鼻孔が花びら状に広がり、さらに下顎にも2本の細い髭状突起を持つ。
奄美大島以南の西太平洋熱帯域に分布し、サンゴ礁に生息する。
雄性先熟の性転換をすることも知られ、全身が黒くて背鰭が白い若魚が、体が青く口先と背鰭が黄色のオスに成長し、更に全身黄色のメスに成長する。
オナガウツボ Strophidon sathete (Hamilton, 1822)
体長4メートルの記録があり、ウツボ類最長の種類とされる。他のウツボ類よりも体が細長く、体色は淡褐色をしている。
インド洋および西太平洋に分布し、泥質の海底や河口域に生息するが、内湾や河川でみられることもある。

## 利用
釣りや延縄、各種の網など沿岸漁業で漁獲されることがあるが、鋭い歯で網や釣り糸を切断したり、暴れて網をもつれさせたりする上、水揚げしても咬みついてくる危険が大きいので十分に注意を要する。釣り上げた場合には道糸ごと切断して逃がす釣り人もいる。
生息するほとんどの地域では利用されないが、食用にする地域も各地に点在する。日本では南房総・紀伊半島・四国・九州・沖縄、中国では福建省・広東省・海南省などでウツボ漁が行われている。多くは長い筒状の筌（うけ）を多数海底に沈めて漁獲し、この中に餌を入れて誘い込む場合もある。これらの筌は地方によって「うつぼ篭」「戻り篭」「もんどり」などと呼ばれる。地域によって食用にする種には違いがある。ウツボ属の魚でも骨などが多く食用に適さない種類やドクウツボのようにシガテラ毒を持つものもおり、大型個体を食用にする際は咬みつきに加え、シガラテ中毒にも注意が必要となる。
厚い皮と小骨があって調理に手間がかかるが、白身で美味とされている。ハモと同様に骨切りを行うことが多い。地方により食べ方も異なる。日本ではウツボ、ドクウツボ、トラウツボなどを漁獲し、刺身、湯引き、たたき、干物、蒲焼、煮魚、鍋料理、天ぷら、佃煮などで食用にする。千葉県館山市相浜地区では、房州弁で「ナマダ」と呼ばれ、開いてタワシでこすったあと、塩漬けして天日干しにする。和歌山県南部では正月料理の食材として珍重される。すさみ町ではウツボの干物を千切りにして唐揚げにした後、水飴と醤油のタレを絡ませたウツボの揚げ煮が間食的に食べられているが、サビウツボやワカウツボなど、他の種は小骨が多いなどの理由で食用にされない。中国の広東料理ではアセウツボやマメウツボなどを「油追」（ヤウジョイ yau4jeui1）と称し、唐揚げやスープなどにする。
古代ローマ時代では、生け簀などで養殖が行われていた。

### 皮革
食用以外にも、厚く丈夫な皮膚をなめし、皮革として利用することがある。

### 観光資源
体色が多種多彩なこと、大きな威嚇の動作をすること、共生動物が多いこと、前述したように餌に釣られることなどから、スキューバダイビングなどでは観察や撮影の対象となりやすい。